# Make Me (canção de Janet Jackson)
"Make Me" é o primeiro single da coletânea Number Ones de Janet Jackson. Lançado em 25 de setembro de 2009 , tocou em 76 rádios americanas. O single foi o primeiro a ser número 1 dance da Billboard de 2010, e Janet bateu um recorde por ter #1 em 4 décadas, incluindo a presente. Janet é a segunda artista com mais números-um no Billboard Dance Charts, com 19.